# Salve regina (Händel)
L'antifona Salve Regina HWV 241 è una composizione per soprano solo, archi, organo concertante e basso continuo, composta da Georg Friedrich Händel attorno al 1707.
Si ritiene che la prima esecuzione abbia avuto luogo il 16 luglio 1707 nella chiesa di Santa Maria in Montesanto, sotto il patronato della famiglia Colonna. Ultimamente però la critica ha cominciato a prendere in considerazione la possibilità che il compositore abbia eseguito questa composizione nella chiesa della Madonna del Ruscello a Vallerano (VT), a un km da Vignanello dove Händel arrivò ospite del suo mecenate Francesco Maria Ruspoli nel dicembre 1706, trascorrendovi tutta l'estate del 1707. In questa chiesa vi è ancora, in effetti, uno strumento pregevolissimo allora solo Giulio Cesare Burzi che il compositore, organista virtuoso di fama internazionale, deve aver senz'altro suonato come testimonia Ursula Kirkendale [2] Infatti nella terza parte del Salve Regina l'organo ha una parte solistica, il che ha lasciato presupporre un'esecuzione romana del brano, non avendo avuto notizie di uno strumento adeguato a Vallerano. L'organo monumentale della chiesa della Madonna del Ruscello, inizialmente non preso in considerazione, mette in dubbio la precedente ipotesi. Si può immaginare che nell'estate del 1707 il ventiduenne Händel abbia voluto mettere in luce le sue qualità organistiche di fronte al suo mecenate, componendo la sonata Coelestis dum spirat aura ed il Mottetto O qualis de caelo sonus per la festa di Sant'Antonio di Padova (13 giugno) ed eseguendo pochi giorni dopo, il 18 giugno, il Salve Regina.

## Movimenti
| Movimenti          | Solista | Testo |
| ------------------ | ------- | --- |
| 1 - Largo - Adagio | Soprano | Salve Regina mater misericordiae, Vita dulcedo et spes nostra! Ad te clamamus exules filii Evae. Ad te suspiramus gementes et flentes, In hac lacrimarum vale. |
| 2 - Allegro        | Soprano | Eja ergo advocata nostra, Illos tuos misericordes oculos ad nos converte. Et Jesum, benedictum fructum ventris tui Nobis post hoc exilium ostende.             |
| 3 - Adagissimo     | Soprano | O Clemens, o pia, o dulcis virgo Maria. |